# Kiyoshi Atsumi
Pour les articles homonymes, voir Atsumi.
Yasuo Tadokoro (田所康雄, Tadokoro Yasuo), dit Kiyoshi Atsumi (渥美清, Atsumi Kiyoshi), est un acteur japonais, né le 10 mars 1928 et mort le 4 août 1996.
Il est surtout célèbre pour avoir interprété Tora-san, le personnage principal de la série de films C'est dur d'être un homme et dans la série télévisée qui l'a précédée.

## Biographie
Kiyoshi Atsumi est né le 10 mars 1928 à Ueno dans le Nord-Est de Tokyo. Il commence sa carrière d'acteur dans un petit strip-tease du quartier d'Asakusa, le Furansu-za (ja) (litt. Le Cabaret français), dont les numéros étaient entrecoupés de sketchs.

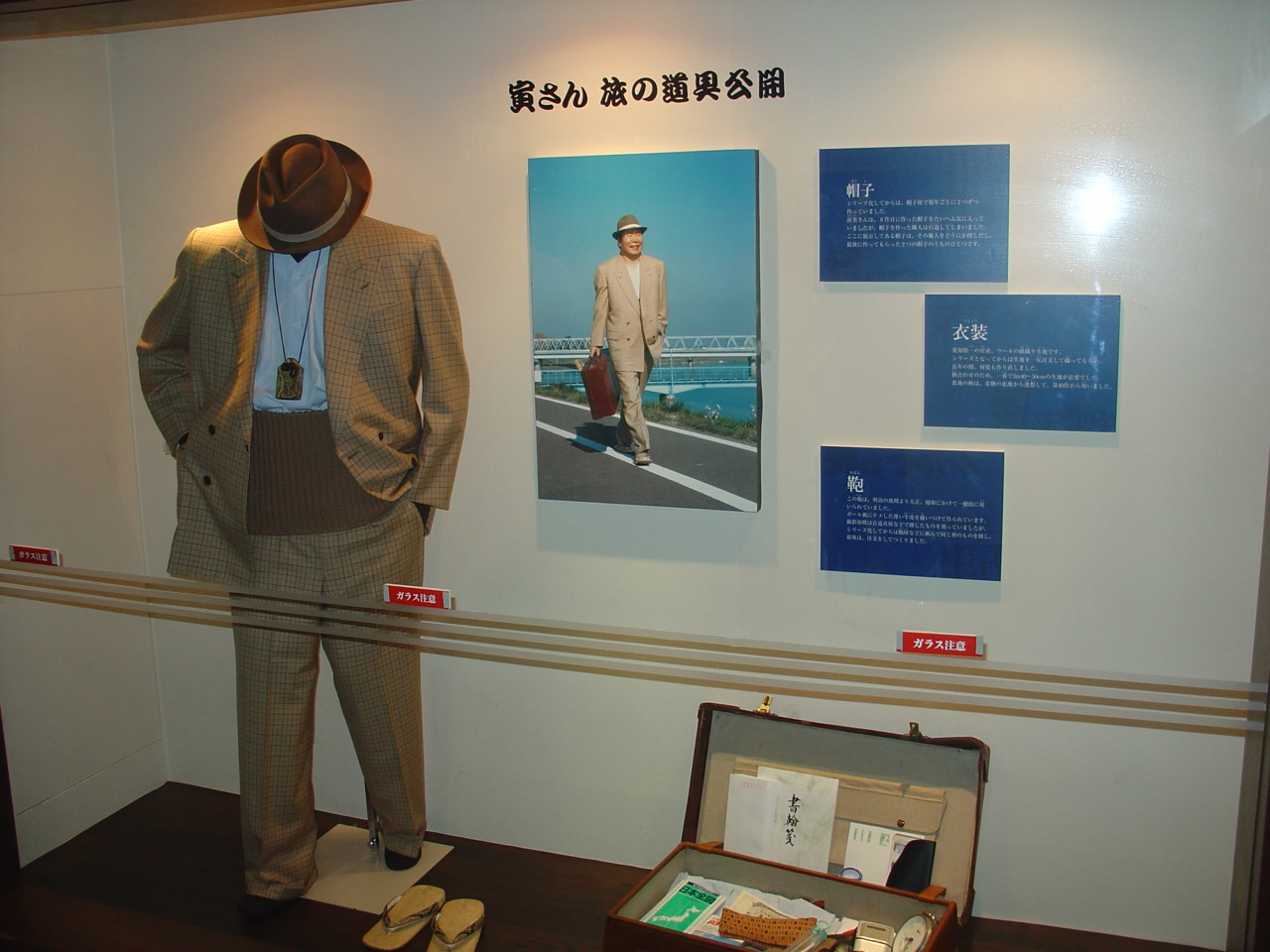
Tenue de Tora-san (musée Katsushika Shibamata Tora-san kinenkan).

Kiyoshi Atsumi est principalement connu pour avoir incarné le personnage de Tora-san, l'un des plus populaires du cinéma japonais, qui fait son apparition en 1968 sur la chaîne Fuji, dans une série télévisée de vingt-six épisodes, jusqu'à ce qu'une astuce de scénario mette fin à ses jours en mars 1969. Mais les téléspectateurs prennent très mal sa disparition et ainsi naît, en août 1969, sous les auspices de la compagnie Shōchiku et la direction du réalisateur Yōji Yamada, la première apparition cinématographique de la série C'est dur d'être un homme qui compte 48 films, tournés entre 1969 et 1995.
Avec son galurin beige, son haramaki (ceinture de laine traditionnelle des gens du peuple), son o-mamori (amulette porte-bonheur), ses setta (sandales), sa veste à carreaux et sa valise en cuir, l'acteur Kiyoshi Atsumi qui incarne Tora-san compose une silhouette aisément reconnaissable,.
Le rôle de Tora-san, est interprété dans tous les films par Kiyoshi Atsumi, sa mort en 1996 provoquant la fin de la série. Elle entre dans livre Guinness des records comme la plus prolifique série de cinéma. Tous les films, à l'exception du troisième et du quatrième opus, sont réalisés par Yōji Yamada.
Kiyoshi Atsumi meurt des suites d'un cancer du poumon, à l'âge de soixante-huit ans le 4 août 1996, conformément à sa volonté, son décès n'a été rendu public qu'après son incinération. Il a tourné dans près de 130 films entre 1958 et 1996.

## Filmographie partielle

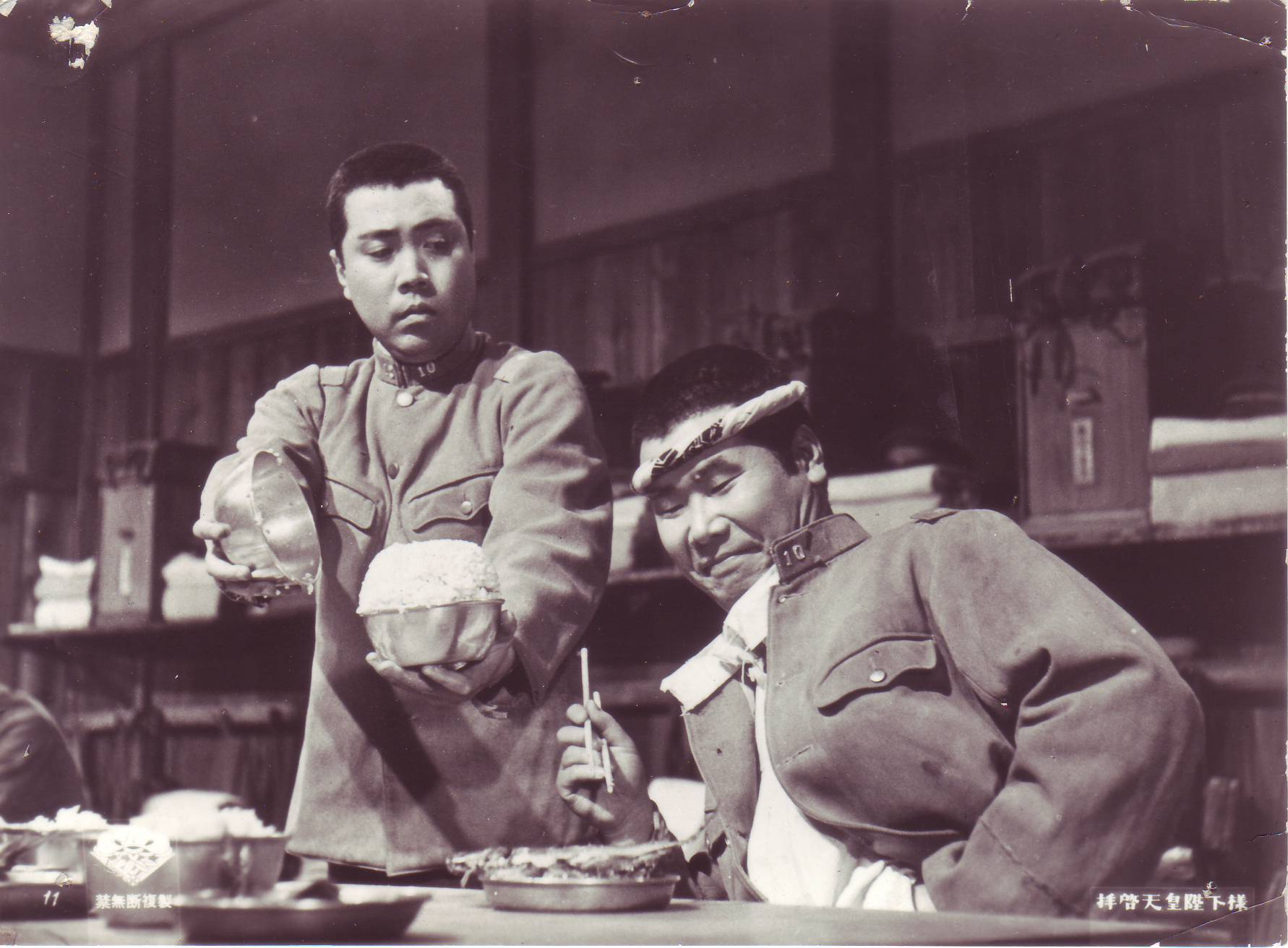
Kanbi Fujiyama et Kiyoshi Atsumi dans Sa Majesté l'empereur (1963).

Sauf indication contraire, les informations mentionnées dans cette section peuvent être confirmées par la base de données cinématographiques IMDb,  présente dans la section « Liens externes ».

### Années 1950
- 1958 : O-Tora-san dai hanjō (おトラさん大繁盛?) de Motoyoshi Oda

### Années 1960
- 1961 : Uta matsuri romansu dōchū (唄祭ロマンス道中?) de Kōzō Saeki
- 1961 : Shima no sehiro no oyabunshō (縞の背広の親分衆?) de Yūzō Kawashima
- 1962 : Aitsu bakari ga naze moteru (あいつばかりが何故もてる?) de Kin'ya Sakai (ja)
- 1963 : Sa Majesté l'empereur I (拝啓天皇陛下様, Haikei Tennō heika-sama?) de Yoshitarō Nomura
- 1964 : Sa Majesté l'empereur II (続・拝啓天皇陛下様, Zoku haikei Tennō heika-sama?) de Yoshitarō Nomura
- 1964 : Haikei Sōri daijin-sama (拝啓総理大臣様?) de Yoshitarō Nomura
- 1966 : Maman et ses onze enfants (ja) (かあちゃんと１１人の子ども, Kāchan to jūichi-nin no kodomo?) de Heinosuke Gosho
- 1969 : C'est dur d'être un homme (男はつらいよ, Otoko wa tsurai yo?) de Yōji Yamada : Torajirō Kuruma
- 1969 : C'est dur d'être un homme : Maman chérie (続・男はつらいよ, Zoku otoko wa tsurai yo?) de Yōji Yamada : Torajirō Kuruma
- 1969 : Kigeki: Onna wa dokyō (喜劇 女は度胸?) d'Azuma Morisaki (en)

### Années 1970
- 1970 : C'est dur d'être un homme : Le Grand Amour (男はつらいよ フーテンの寅, Otoko wa tsurai yo: Fūten no Tora?) d'Azuma Morisaki (en) : Torajirō Kuruma
- 1970 : C'est dur d'être un homme : Le Millionnaire (新・男はつらいよ, Shin otoko wa tsurai yo?) de Shun'ichi Kobayashi (ja) : Torajirō Kuruma
- 1970 : C'est dur d'être un homme : Tora-san est nostalgique (男はつらいよ 望郷篇, Otoko wa tsurai yo: Bōkyō hen?)[5] de Yōji Yamada : Torajirō Kuruma
- 1971 : C'est dur d'être un homme : Un air de candeur (男はつらいよ 純情篇, Otoko wa tsurai yo: Junjō hen?) de Yōji Yamada : Torajirō Kuruma
- 1971 : C'est dur d'être un homme : Le Bon Samaritain (男はつらいよ 奮闘篇, Otoko wa tsurai yo: Funtō hen?) de Yōji Yamada : Torajirō Kuruma
- 1971 : C'est dur d'être un homme : Une vie simple (男はつらいよ 寅次郎恋歌, Otoko wa tsurai yo: Torajirō koiuta?) de Yōji Yamada : Torajirō Kuruma
- 1972 : Et tous ces camarades sans voix (あゝ声なき友, Aa koe naki tomo?) de Tadashi Imai
- 1972 : C'est dur d'être un homme : Mon cher quartier (男はつらいよ 柴又慕情, Otoko wa tsurai yo: Shibamata bojō?) de Yōji Yamada : Torajirō Kuruma
- 1972 : C'est dur d'être un homme : Rêve éveillé (男はつらいよ 寅次郎夢枕, Otoko wa tsurai yo: Torajirō yumemakura?) de Yōji Yamada : Torajirō Kuruma
- 1973 : C'est dur d'être un homme : Élégie du vagabondage (男はつらいよ 寅次郎忘れな草, Otoko wa tsurai yo: Torajirō wasurenagusa?) de Yōji Yamada : Torajirō Kuruma
- 1973 : C'est dur d'être un homme : Mon Torajirô à moi (男はつらいよ 私の寅さん, Otoko wa tsurai yo: Watashi no tora-san?) de Yōji Yamada : Torajirō Kuruma
- 1974 : C'est dur d'être un homme : La Maladie d'amour (男はつらいよ 寅次郎恋やつれ, Otoko wa tsurai yo: Torajirō koiyatsure?) de Yōji Yamada : Torajirō Kuruma
- 1974 : Le Vase de sable (砂の器, Suna no utsuwa?) de Yoshitarō Nomura
- 1974 : C'est dur d'être un homme : Les Affres de la paternité (男はつらいよ 寅次郎子守唄, Otoko wa tsurai yo: Torajirō komoriuta?) de Yōji Yamada : Torajirō Kuruma
- 1975 : C'est dur d'être un homme : Un parapluie pour deux (男はつらいよ 寅次郎相合い傘, Otoko wa tsurai yo: Torajirō aiaigasa?) de Yōji Yamada : Torajirō Kuruma
- 1975 : Harakara (同胞?) de Yōji Yamada : chef des pompiers du village de Matsuo
- 1975 : C'est dur d'être un homme : Intellectuellement vôtre (男はつらいよ 葛飾立志篇, Otoko wa tsurai yo: Katsushika risshihen?) de Yōji Yamada : Torajirō Kuruma
- 1976 : C'est dur d'être un homme : La Libellule rouge (男はつらいよ 寅次郎夕焼け小焼け, Otoko wa tsurai yo: Torajirō yūyake koyake?) de Yōji Yamada : Torajirō Kuruma
- 1976 : C'est dur d'être un homme : Pur est le cœur du poète (男はつらいよ 寅次郎純情詩集, Otoko wa tsurai yo: Torajirō junjō shishū?) de Yōji Yamada : Torajirō Kuruma
- 1977 : C'est dur d'être un homme : Mon Seigneur ! (男はつらいよ 寅次郎と殿様, Otoko wa tsurai yo: Torajirō to tonosama?) de Yōji Yamada : Torajirō Kuruma
- 1977 : Yatsuhaka-mura (八つ墓村?) de Yoshitarō Nomura
- 1977 : C'est dur d'être un homme : L'Entremetteur (男はつらいよ 寅次郎頑張れ!, Otoko wa tsurai yo: Torajirō ganbare!?) de Yōji Yamada : Torajirō Kuruma
- 1978 : C'est dur d'être un homme : Tora-san entre en scène (男はつらいよ 寅次郎わが道をゆく, Otoko wa tsurai yo: Torajirō wagamichi o yuku?) de Yōji Yamada : Torajirō Kuruma
- 1978 : C'est dur d'être un homme : Elle court, elle court la rumeur (男はつらいよ 噂の寅次郎, Otoko wa tsurai yo: Uwasa no Torajirō?) de Yōji Yamada : Torajirō Kuruma
- 1979 : C'est dur d'être un homme : Tora-san ange gardien (男はつらいよ 翔んでる寅次郎, Otoko wa tsurai yo: Tonderu Torajirō?) de Yōji Yamada : Torajirō Kuruma
- 1979 : C'est dur d'être un homme : L'Américain (男はつらいよ 寅次郎春の夢, Otoko wa tsurai yo: Torajirō haru no yume?) de Yōji Yamada : Torajirō Kuruma

### Années 1980
- 1980 : C'est dur d'être un homme : Okinawa mon amour (男はつらいよ 寅次郎ハイビスカスの花, Otoko wa tsurai yo: Torajirō haibisukasu no hana?) de Yōji Yamada : Torajirō Kuruma
- 1980 : L'Écho de la montagne (遙かなる山の呼び声, Haruka naru yama no yobigoe?) de Yōji Yamada : Kondō
- 1980 : C'est dur d'être un homme : Un drôle de père (男はつらいよ 寅次郎かもめ歌, Otoko wa tsurai yo: Torajirō kamome uta?) de Yōji Yamada : Torajirō Kuruma
- 1981 : C'est dur d'être un homme : Tora-san et la geisha (男はつらいよ 浪花の恋の寅次郎, Otoko wa tsurai yo: Naniwa no koino Torajirō?) de Yōji Yamada : Torajirō Kuruma
- 1981 : C'est dur d'être un homme : La Promesse (男はつらいよ 寅次郎紙風船, Otoko wa tsurai yo: Torajirō kamifūsen?) de Yōji Yamada : Torajirō Kuruma
- 1982 : C'est dur d'être un homme : L'Indécis (男はつらいよ 寅次郎あじさいの恋, Otoko wa tsurai yo: Torajirō ajisai no koi?) de Yōji Yamada : Torajirō Kuruma
- 1982 : C'est dur d'être un homme : Le Conseiller (男はつらいよ 花も嵐も寅次郎, Otoko wa tsurai yo: Hana mo arashi mo Torajirō?) de Yōji Yamada : Torajirō Kuruma
- 1983 : C'est dur d'être un homme : La Chanteuse (男はつらいよ 旅と女と寅次郎, Otoko wa tsurai yo: Tabi to onna to Torajirō?) de Yōji Yamada : Torajirō Kuruma
- 1983 : C'est dur d'être un homme : Priez pour nous Tora-san (男はつらいよ 口笛を吹く寅次郎, Otoko wa tsurai yo: Kuchibue o fuku Torajirō?) de Yōji Yamada : Torajirō Kuruma
- 1984 : C'est dur d'être un homme : Marions-les (男はつらいよ 夜霧にむせぶ寅次郎, Otoko wa tsurai yo: Yogiri ni musebu Torajirō?) de Yōji Yamada : Torajirō Kuruma
- 1984 : C'est dur d'être un homme : Amour interdit (男はつらいよ　寅次郎真実一路, Otoko wa tsurai yo: Torajirō shinjitsu ichiro?) de Yōji Yamada : Torajirō Kuruma
- 1985 : C'est dur d'être un homme : Le Cœur sur la main (男はつらいよ 寅次郎恋愛塾, Otoko wa tsurai yo: Torajirō ren'aijuku?) de Yōji Yamada : Torajirō Kuruma
- 1985 : C'est dur d'être un homme : L'Institutrice (男はつらいよ 柴又より愛をこめて, Otoko wa tsurai yo: Shibamata yori ai o komete?) de Yōji Yamada : Torajirō Kuruma
- 1986 : Prise finale (キネマの天地, Kinema no tenchi?) de Yōji Yamada : Kihachi
- 1986 : C'est dur d'être un homme : L'Oiseau bleu du bonheur (男はつらいよ 幸福の青い鳥, Otoko wa tsurai yo: Shiawase no aoi tori?) de Yōji Yamada : Torajirō Kuruma
- 1987 : C'est dur d'être un homme : En route pour Hokkaidō ! (男はつらいよ 知床慕情, Otoko wa tsurai yo: Shiretoko bojō?) de Yōji Yamada : Torajirō Kuruma
- 1987 : C'est dur d'être un homme : Il était une fois Tora-san (男はつらいよ 寅次郎物語, Otoko wa tsurai yo: Torajirō monogatari?) de Yōji Yamada : Torajirō Kuruma
- 1988 : C'est dur d'être un homme : Quelle salade ! (男はつらいよ 寅次郎サラダ記念日, Otoko wa tsurai yo: Torajirō sarada kinenbi?) de Yōji Yamada : Torajirō Kuruma
- 1989 : C'est dur d'être un homme : Détour par Vienne (男はつらいよ 寅次郎心の旅路, Otoko wa tsurai yo: Torajirō kokoro no tabiji?) de Yōji Yamada : Torajirō Kuruma
- 1989 : C'est dur d'être un homme : Mon oncle (男はつらいよ ぼくの伯父さん, Otoko wa tsurai yo: Boku no ojisan?) de Yōji Yamada : Torajirō Kuruma

### Années 1990
- 1990 : C'est dur d'être un homme : Les Vacances de Tora-san (男はつらいよ 寅次郎の休日, Otoko wa tsurai yo: Torajirō no kyūjitsu?) de Yōji Yamada : Torajirō Kuruma
- 1991 : C'est dur d'être un homme : La Confession (男はつらいよ 寅次郎の告白, Otoko wa tsurai yo: Torajirō no kokuhaku?) de Yōji Yamada : Torajirō Kuruma
- 1992 : C'est dur d'être un homme : C'est dur d'être Tora-san (男はつらいよ 寅次郎の青春, Otoko wa tsurai yo: Torajirō no seishun?) de Yōji Yamada : Torajirō Kuruma
- 1993 : L'École (学校, Gakkō?) de Yōji Yamada
- 1993 : C'est dur d'être un homme : La Proposition de mariage (男はつらいよ 寅次郎の縁談, Otoko wa tsurai yo: Torajirō no endan?) de Yōji Yamada : Torajirō Kuruma
- 1994 : C'est dur d'être un homme : La Dame du lac (男はつらいよ 拝啓 車寅次郎様, Otoko wa tsurai yo: Haikei, Kuruma Torajirō-sama?) de Yōji Yamada : Torajirō Kuruma
- 1995 : C'est dur d'être un homme : Tora-san à la rescousse (男はつらいよ 寅次郎紅の花, Otoko wa tsurai yo: Torajirō kurenai no hana?) de Yōji Yamada : Torajirō Kuruma
- 1997 : C'est dur d'être un homme : Retour à Okinawa (男はつらいよ 寅次郎ハイビスカスの花 特別篇, Otoko wa tsurai yo: Torajirō haibisukasu no hana tokubetsuhen?) de Yōji Yamada : Torajirō Kuruma

### Années 2010
- 2019 : C'est dur d'être un homme : Tora-san pour toujours (男はつらいよ お帰り 寅さん, Otoko wa tsurai yo: Okaeri Tora-san?) de Yōji Yamada : Torajirō Kuruma[6]

## Distinctions
Sauf indication contraire, les informations mentionnées dans cette section peuvent être confirmées par la base de données cinématographiques IMDb,  présente dans la section « Liens externes ».

### Décorations
- 1988 : récipiendaire de la médaille au ruban pourpre
- 1996 : Prix d'honneur de la Nation

### Récompenses
- Japan Academy Prize :
  - en 1981 : prix spécial pour son interprétation dans le série C'est dur d'être un homme[7]
  - en 1983 : prix spécial[8]
  - en 1997 : prix pour l'ensemble de sa carrière[9]
- Blue Ribbon Awards
  - en 1983 : prix du meilleur acteur pour C'est dur d'être un homme : Le Conseiller et C'est dur d'être un homme : L'Indécis[10]
  - en 1996 : prix spécial[11]
  - en 1997 : prix pour l'ensemble de sa carrière[12]
- Hōchi Film Award :
  - en 1997 : prix pour l'ensemble de sa carrière[13]
- Prix Kinema Junpō du meilleur acteur :
  - en 1970 pour C'est dur d'être un homme[14]
- Prix du film Mainichi :
  - en 1970 : prix du meilleur acteur pour C'est dur d'être un homme, C'est dur d'être un homme : Maman chérie et Kigeki: Onna wa dokyō[15]
  - en 1997 : prix pour l'ensemble de sa carrière[16]
- Nikkan Sports Film Awards
  - en 1988 : prix du meilleur acteur pour C'est dur d'être un homme : Il était une fois Tora-san[17]
  - en 1996 : prix pour l'ensemble de sa carrière[17]

### Nominations
- Prix du meilleur acteur à la Japan Academy Prize :
  - en 1978 pour C'est dur d'être un homme : Mon Seigneur !, Yatsuhaka-mura et C'est dur d'être un homme : L'Entremetteur[18]
  - en 1979 pour C'est dur d'être un homme : Tora-san entre en scène et C'est dur d'être un homme : Elle court, elle court la rumeur[19]
  - en 1980 pour C'est dur d'être un homme : Tora-san ange gardien et C'est dur d'être un homme : L'Américain[20]
  - en 1981 pour C'est dur d'être un homme : Okinawa mon amour[7]